# Četiri jahača Apokalipse
Četiri jahača Apokalipse četiri su figure koje se pojavljuju u Bibliji u šestome poglavlju Otkrivenja evanđelista Ivana. Stihovi opisuju četiri jahača i konja, od kojih svaki predstavlja jedno zlo. Oni će se pojaviti na Zemlji na dan Apokalipse nagovješćujući kraj svijeta. Četiri jahača predstavljaju neizbježna zla koja se pojavljuju kako ljudi na Zemlji gube čovječnost. Prva su četiri od ukupno sedam zapečaćenih poruka.

## Prvi jahač
Prvi jahač dolazi na bijelu konju, predstavlja antikrista i njegova je uloga da zavede ljude i navede ih jedne protiv drugih. Nosi luk, a na glavi mu je vijenac. On je osvajač koji ima misiju podrediti čovječanstvo. Također, metaforički predstavlja ljudsku pohlepu koja ih je dovela do Apokalipse.

## Drugi jahač
Drugi jahač dolazi na crvenu konju. Crvena boja simbolizira krv koja se prolijeva u ratovima. Dobiva snagu da uništi mir na zemlji, nastavi rat koji je započeo prvi jahač i natjera ljude da se međusobno ubijaju. U ruci drži mač kao simbol rata. Njegovo metaforičko značenje jesu ratne strahote.

## Treći jahač
Treći jahač jaše na crnu konju i dolazi kao posljedica rata i razaranja drugoga jahača. On će donijeti glad i bolesti već pokorenom svijetu. U ruci drži vagu kao znak hrane koju mjereći oduzima i uništava. Jaše govoreći: Mjera pšenice za denar! Tri mjere ječma za denar! A ulju i vinu ne udi!

## Četvrti jahač
Četvrti jahač Smrt (jedini imenovani jahač) dolazi na bljedunjavo zelenu konju. Zelena boja znak je teško bolesnih i nedavno umrlih ljudi, a blijeda nijansa označava truljenje. Njemu je dana moć svih prethodnih jahača te ubija ratom, glađu, bolešću i divljim zvijerima.